# Ivar Hallström
'Ivar Hallström (suec: Ivar Kristian Hallström)  (Estocolm, 5 de juny de 1826 - Parròquia de Klara, 11 d'abril de 1901), nom complet Ivar Kristian Hallström, fou un compositor suec del Romanticisme.
Estudià dret, i fou més tard secretari del príncep hereu de Suècia Òscar. El 1861 substituí a Lindblad en la direcció de l'Escola de Música d'Estocolm.
En les seves composicions seguí les tendències nacionalistes com es veu en les seves òperes:
- El rei de la muntanya (1874);
- Viatges dels Vikings (1877);
- Neaga amb llibret de Carmen Sylva (1885);
- Per Svinaherde (1887);
- La filla de Granada (1892), etc.

La seva obra coral Les flors, fou premiada.